# فرودگاه آرسی‌ای‌اف ایستگاه جیمیلی
 فرودگاه آرسی‌ای‌اف ایستگاه جیمیلی (به انگلیسی: RCAF Station Gimli) (به زبان بومی: (تعطیل September 1971)) یک فرودگاه نظامی است که یک باند فرود آسفالت دارد و طول باند آن ۲۲۸۶ متر است. این فرودگاه در کشور کانادا قرار دارد و در ارتفاع ۲۲۹ متری از سطح دریا واقع شده است.